# Little Willie Littlefield
Little Willie Littlefield (El Campo, 16 september 1931 - Voorthuizen, 23 juni 2013) was een Amerikaanse boogiewoogie-muzikant (zang, piano) en songwriter.

## Biografie
Over Littlefields kindertijd en zijn vroege platencarrière is weinig bekend. Hij leerde piano en gitaar spelen onder invloed van zijn baptistengemeenschap. De eerste opnamen maakte hij on 1948 voor het kleine rhythm-and-blues-label Eddie's Records in Houston. In augustus 1949 werd hij ontdekt door Jules Bihari, een van de eigenaars van het machtige r&b-label Modern Records. Deze was op zoek naar een getalenteerde bluesvertolker zoals Amos Milburn. De eerste opnamesessie voor Modern Records vond nog plaats in Houston, waar Littlefield met zijn vriend Don Wilkerson (tenorsaxofoon) begin maart 1949 het nummer Drinkin' Hardacol opnam. Begin juli 1949 volgde Farewell, die als A-kant van de in oktober 1949 verschenen single diende en zich meteen plaatste in de r&b-hitlijst (#5).
Kort daarna verhuisde Littlefield naar Los Angeles, de plaats van Modern Records. Hier ontstond het nog meer succesvolle nummer It's Midnight, dat zich na het uitbrengen in augustus 1949 plaatste in de hitlijst (#3). Binnen drie maanden ontstonden met de begeleidingsband met Jimmy 'Maxwell Street' Davis (saxofoon), Chuck Norris en Johnny Moore (gitaar) en Al Wichard en Jessie Price (drums) tot december 1949 in totaal 22 nummers, maar verdere singles uit dit repertoire konden zich niet meer plaatsen in de hitlijst. Na in totaal 13 singles verliet hij Modern Records in 1952 en kreeg hij een platencontract bij het nog jonge Federal Records, een dochterlabel van King Records.
Bij Federal Records werd hij geproduceerd door Ralph Bass. Al uit zijn eerste opnamesessie vloeide het door Leiber/Stoller gecomponeerde Kansas City voort, dat door producent Bass werd hernoemd naar K.C. Loving. De song werd opgenomen half augustus 1952 en kwam na het uitbrengen eind december ook niet voor in de hitlijst. Jaren later ontwikkelde de song zich onder de oorspronkelijke naam Kansas City met meer dan 300 versies tot een van de meest gecoverde rock-'n-roll-songs.
Grote bekendheid hiermee kreeg Wilbert Harrison, van wiens versie van Kansas City in 1959 drie miljoen exemplaren werden verkocht. Half augustus 1952 werden nog drie verdere Leiber/Stoller-composities opgenomen, waaronder Pleading At Midnight (B-kant van K.C. Loving) en Striking on You Baby / Blood is Redder Than Wine. Het lukte Ralph Bass echter niet, Littlefield terug te brengen in de hitlijsten. Eind oktober 1953 was dan voor Littlefield bij Federal Records de laatste opnamesessie bepaald, waaruit vier nummer voortkwamen. Ook de hieruit geperste twee singles vonden geen gehoor.
De lichamelijke gevolgen van een zwaar auto-ongeluk in 1954 belemmerden hem bij zijn optredens en opnamen. Pas in juni 1957 bracht het aan Don Barksdale behorende label Rhythm Records in San Francisco een plaat van hem uit, die echter net zo weinig succesvol was als de volgende vier singles. Zijn zelf gecomponeerde single Ruby-Baby verscheen hier in november 1957. Sindsdien concentreerde Littlefield zich op zijn werkelijke sterke kant, de liveoptredens in het bijzonder bij muziekfestivals vanaf 1978 in Europa. Hij kreeg een rol in de Australische film Love in Limbo (Just one Night), een komedie over liefde en rock-'n-roll, die in mei 1993 in Australië in de bioscoop kwam.
Na talrijke optredens tijdens verschillende festivals, waaronder het Montreux Jazz Festival, laste hij in 2000 een vijfjarige onderbreking in. Littlefield woonde als laatste in Nederland en speelde daar vaak mee op het jaarlijks plaatsvindende International Boogie Woogie Festival Holland, maar hij toerde ook in 2007 door Duitsland en Oostenrijk met Michael Pewny.

## Discografie
als Willie Littlefield And His Orchestra
Eddie's Records:
- 1948: Little Willie's Boogie / My Best Wishes
- 1448: Chicago Bound / What's The Use
- 1948: Boogie Woogie Play Girl / Swanee River

als Little Willie Littlefield
Freedom Records:
- 1948: Littlefield Boogie / (Goree Carter: Sweet Ole Woman's Blues)

Modern Records:
- 1949: It's Midnight / Midnight Whistle (instrumentaal)
- 1949: Farewell / Drinkin' Hadacol
- 1949: Come On Baby / Merry Xmas
- 1949: The Moon Is Risin / Frightened
- 1949, 1950: Your Love Wasn't So / Rockin' Chair Mama
- 1949, 1950: Tell Me Baby / Why Leave Me All Alone
- 1950: Cheerful Baby / Happy Pay Day
- 1950: Trouble Around Me / Hit The Road
- 1950, 1951: Little Lora Wiggins (met Little Willie Littlefield piano/zang): You Never Miss A Good Woman 'Till She's Gone / Ain't A Better Story Told
- 1950, 1951: I've Been Lost / Once Was Lucky
- 1951: Lump In My Throat (Tears In My Eyes) / Mean Mean Woman
- 1950, 1951: Life Of Trouble / Too Late For Me

Federal Records:
- 1952: met Lil Greenwood: Monday Morning Blues / My Last Hour
- 1952: Striking On You Baby / Blood Is Redder Than Wine
- 1952: Little Esther mit Little Willie: Last Laugh Blues / Flesh, Blood And Bones
- 1952: K.C. Loving / Pleading At Midnight
- 1952: Little Esther mit Little Willie: Turn The Lamps Down Low / Hollerin' And Screamin'
- 1953: The Midnight Hour Was Shining / My Best Wishes And Regards
- 1953: Miss K.C.'s Fine / Rock-A-Bye Baby
- 1953: (Please Don't Go) O-o-o-oh / Don't Take My Heart, Little Girl
- 1953: Falling Tears / Goofy Dust Blues
- 1953: Jim Wilson Boogie / Sitting On The Curbstone

Rhythm Records:
- 1957: Mistreated / Baby Shame
- 1957: Ruby-Ruby / Easy Go (instrumentaal)
- 1958: I Need A Payday / I Want A Little Girl
- 1958: Theresa / The Day The Rains Came
- 1958: Goodbye Baby / I Wanna Love You

BLUES CONNOISSEUR:
- Mac's Old House / San Jose Express
- Willie's Blues / I'll Tell The World I Do

- Biblioteca Nacional de España: XX1506883
- Bibliothèque nationale de France: cb138967037 (data)
- Gemeinsame Normdatei: 134771451
- International Standard Name Identifier: 0000 0000 7824 5316
- Library of Congress Control Number: n94046700
- MusicBrainz: 8039b8e9-3706-409e-8b67-ee2b7201093a
- Nederlandse Thesaurus van Auteursnamen: 099451298
- Virtual International Authority File: 24787763
- WorldCat: E39PBJjxxhJYv7RDhtckYp7mBP